# HD 44956
HD 44956，又名CD-31 3245，SAO 196759、HR 2307，是一颗恒星，视星等为6.34，位于銀經239.47，銀緯-19.45，其B1900.0坐标为赤經6h 19m 29.8s，赤緯-31° -19.45′ 19″。